# Вела (мис)
Мис Вела (ісп. Cabo de la Vela; букв. мис вітрила) — мис на півострові Гуахіра в Колумбії. Мис є популярним об'єктом екотуризму в Карибському регіоні.

## Історія
Першим з європейців, хто відкрив мис, був іспанський мореплавець Хуан де ла Коса 1499 року. Свою назву мис отримав від першого враження мореплавців: блідий виступ мису на тлі плоскої пустелі асоціювався з вітрилом.
Перше поселення на прилеглій до мису території заснував німецький авантюрист Ніколаус Федерман 1535 року. Воно отримало назву Нуестра-Сеньйора-Санта-Марія-де-лос-Ремедіос-дель-Кабо-де-ла-Вела. Перлини, що їх видобувають поблизу мису, стали причиною численних атак коріних вайю та іспанських завойовників із сусідніх Санта-Марти й Нової Андалусії, що змусило жителів села переїхати на місце сучасної Ріоачі.
Корінними жителями місцевості були етнічні групи араваків, які залишились вільними, відбивши напади іспанців. Їхні нащадки, народ вайю, нині продовжує населяти околиці мису. Мис Вела (Хепірра мовою гуахіро) є для останніх священним місцем, вайю вірять у те, що від того місця душі померлих вирушають до загробного світу для зустрічі зі своїми пращурами.